# アストロマイシン
アストロマイシン (Astromicin) はアミノグリコシド系抗生物質の一種。 Micromonospora olivasterospora が産生する。フォーチマイシン A(Fortimicin A)ともいう。
硫酸塩の商品名はフォーチミシン（2008年3月末にて販売中止）。

## 概要
水溶性の白色粉末。グラム陽性菌、グラム陰性菌に有効な化学療法剤として用いられる。多くの耐性菌にも効果を示すが、緑膿菌に対しての効果は弱い。
前述の生産菌は副生産物として類似の抗生物質を多数生成することが知られている。
1975年、協和発酵が広島市内の土壌から分離したMicromonospore olivasterospora の培養液中より発見。従来のアミノグリコシド系抗生物質に見られない二糖類の構造を有する抗生物質であった。